# Martin Lopez
Martin Lopez (nascido em 20 de maio, 1978) é um baterista, mais conhecido por seus nove anos com a banda sueca de death metal progressivo Opeth.
Lopez nasceu na Suécia, filho de colonos uruguaios, mais tarde foi para o Uruguai, em seguida, voltou para a Suécia.

## Carreira

### Com o Opeth
Lopez entrou para o Opeth em 1998, após deixar a banda sueca de death metal melódico Amon Amarth em cujo álbum, Once Sent from the Golden Hall, ele tocou. Com o Opeth, ele gravou os álbuns My Arms, Your Hearse, Still Life (álbum de Opeth), Blackwater Park, Deliverance, Damnation e Ghost Reveries.

### Com o Soen
Em 28 de maio de 2010, foi anunciado que Martin Lopez, o baixista Steve DiGiorgio, o vocalista Joel Ekelöf e o guitarrista Kim Platbarzdis tinham juntado forças na banda Soen.

### Sessão de trabalho
Lopez está atualmente trabalhando com o Anuryzm, uma banda vinda do Líbano que presta serviços de bateria para o seu álbum de estreia.

## Equipamento
De acordo com  a ficha técnica no site oficial do Opeth, Lopez atualmente apoia as baterias e baquetas Premier, e os pratos Sabian.

## Vida pessoal
Em 12 de maio de 2006, Martin Lopez, por motivos de saúde, permanentemente saiu do Opeth para ser substituído por Martin Axenrot.[carece de fontes?] Lopez agora se concentra totalmente na sua antiga banda, Fifth to Infinity. 
Ele se tornou pai em 2008.

## Discografia
- My Arms, Your Hearse (1998)
- Still Life (1999)
- Blackwater Park (2001)
- Deliverance (2002)
- Damnation (2003)
- Ghost Reveries (2005)